# Clericó
Clericó es una adaptación del inglés Claret Cup. Claret Cup es un cóctel o ponche (dependiendo de la proporción de bebida alcohólica que uno quiera utilizar) que fue inmensamente popular entre los británicos durante los años 1800. Si bien fue decayendo en los países angloparlantes, su elaboración pervive como tradición en Argentina, Paraguay y Uruguay. Se trata de un bebida a base de vino tinto y frutas. Se elabora especialmente en los días de verano, sobre todo con motivo de las fiestas de fin de año (Navidad y Año Nuevo).

## Historia
Claret era la forma en que los ingleses llamaban al vino clarete, un vino tinto ligero de Bordeaux. En las colonias británicas de la India, los marineros de la Compañía Británica de las Indias Orientales mezclaban clarete con hielo y frutas para refrescarse durante las jornadas calurosas. Luego llevaron esta receta a Inglaterra, país en el que llegó a gozar de una gran popularidad en el siglo XIX, convirtiéndose en el ponche preferido de las fiestas. Desde allí, la bebida fue introducida en Paraguay, Uruguay y Argentina 
por la inmigración británica y su nombre se adaptó a la grafía castellana como clericó, arraigándose como tradición. Cuando se prepara para ser servido en comunidad (por ejemplo, en familia), se elabora como ponche, es decir, se espera que este tenga un contenido de alcohol más bajo que el cóctel típico. Para su elaboración y presentación se utiliza una ponchera (punch bowl), un recipiente de boca grande que en Argentina es típicamente de cristal tallado y es común que las familias lo tengan en exhibición en el comedor formal durante el resto del año, rodeado de sus tazas de cristal a juego.
Claret Cup o clericó fue el precursor del cóctel Pimm's Cup, preparado con el licor a base de ginebra Pimm's No. 1. La gran popularidad que adquirió Pimm's Cup desplazó en el Reino Unido al Claret Cup. Pimm's se hizo muy popular en Gran Bretaña a partir de 1920 y se conoció internacionalmente a partir de la Segunda Guerra Mundial. Hoy en día, Pimm's Cup es el cóctel veraniego inglés por excelencia, se sirve en gran cantidad de hoteles alrededor del mundo y es el característico del Campeonato de tenis de Wimbledon, lugar donde se inauguró el primer Pimm's Bar en 1971. Actualmente, los supermercados de Gran Bretaña también venden bebidas más económicas que imitan a Pimm's No.1 para la gente que desea preparar este cóctel a menor valor. Es común que estas otras botellas busquen llamar la atención de los consumidores con etiquetas que muestran la Bandera del Reino Unido, o mencionando hasta dos veces que son británicas, exagerando su carácter nacionalista. También suelen indicar en letras grandes que son para preparar el típico "Summer Cup", una forma genérica de hacer alusión al cóctel Pimm's Cup.

## Características
Dado que suele ser elaborado para las fiestas de fin de año en las que se reúne la familia, comúnmente es una clase de ponche (un poco menos de alcohol que el cóctel). 
Se puede preparar empezando por una ensalada de frutas, por ejemplo con naranja, manzana, durazno y/o fresa, a la que luego se le agrega un poco de azúcar, se mezcla bien y se deja reposar para que las frutas segreguen su jugo. Después se vierte el vino tinto, tras el cual pueden agregarse una o varias otras bebidas alcohólicas en combinación (Bordeaux rosé, vino blanco, brandy, sidra y/o champagne, etc.), incluso se puede agregar agua carbonatada y hielo, y el clericó está listo. Generalmente se evita incluir sandía entre las frutas, con base en un mito urbano que sostiene que la combinación de vino con sandía tiene efectos letales. Ya a un nivel más popular, también es posible experimentar con bebidas carbonatadas como Fanta, Sprite, Coca Cola o Pepsi.
En inglés, una variante a base de vino blanco que no llevara ni un poco de vino tinto ya no sería referida como Claret Cup (dado que justamente ya no contendría claret, es decir, vino tinto), mencionándose simplemente como un white wine punch, es decir, un ponche de vino blanco. Sin embargo, la adaptación castellana "clericó" camufló su etimología, por lo que algunas personas podrían estar preparando un ponche de sidra o vino espumoso y aun así creer que se trata de una variante de clericó (cuando sólo se trata de una variante de ponche). El punto radica en que clericó no es un sinónimo de ponche, sino sólo un tipo de ponche (que lleva vino tinto). Por tanto, si no lleva vino tinto, no es Claret Cup o clericó.

## En otros países

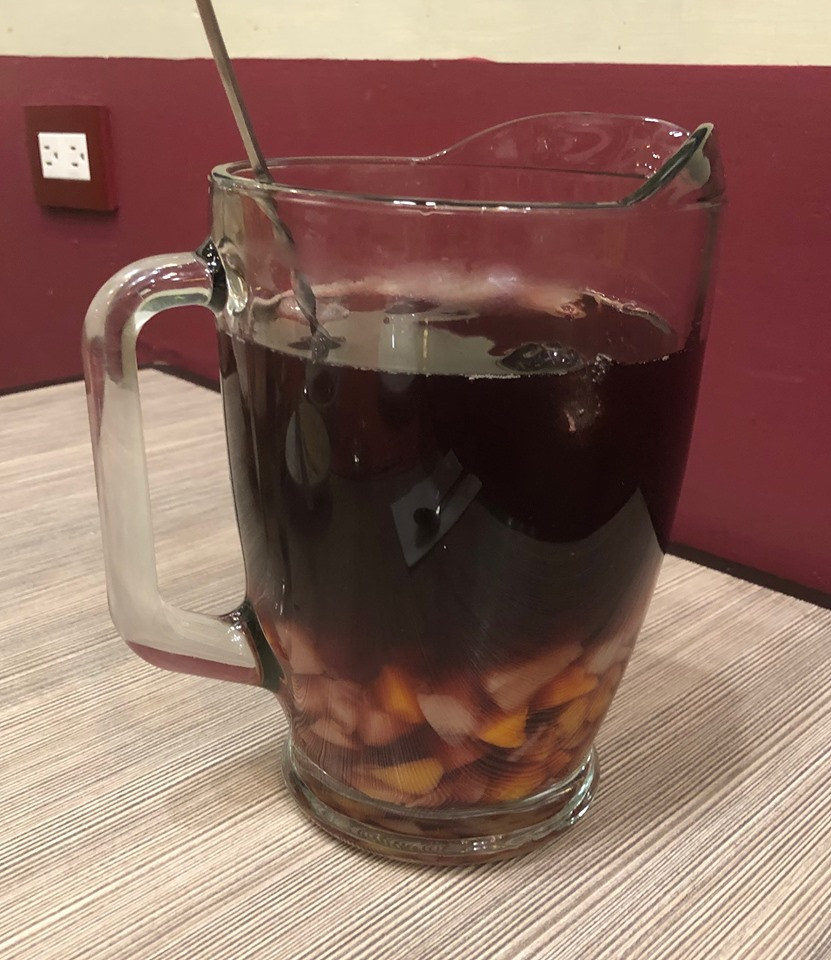
Una jarra con ponche de frutas en México, de aspecto similar al clericó.

En España existe una bebida muy similar llamada sangría, si bien allí no se sirve desde punch bowls o poncheras, sino que se presenta en jarras de vidrio. Aun así, el registro más antiguo del origen de la sangría se remonta al año 1788, cuando el padre español Esteban Torres escribió en su diccionario del castellano que la sangría era una "bebida inventada por los ingleses que se toma mucho en las colonias inglesas y francesas de América".
En Paraguay se bebe el clericó, si bien allí lo tradicional es prepararlo en un kambuchi en Guaraní (cántaro de barro) forma de servir tradicional) aunque últimamente se acostumbra hacerlo en una jarra de vidrio, para luego servirlo en vaso y beberlo con una cuchara. Sobre finales de diciembre y en los primeros días del nuevo año, en varias regiones del país, es común ofrecer un poco de clericó a las personas que lleguen de visita a la casa o al establecimiento. Algunos atribuyen este hecho a la influencia jesuita en la región fusionado con las costumbres de los guaraníes mezclándolo con frutas para disfrazar la mala calidad de los vinos en la región.
En México se elabora el llamado ponche de frutas navideño, aunque los ingredientes se hierven, se le puede agregar algún aguardiente después de sacar la olla del fuego y se bebe muy caliente en jarritos individuales de barro. En su caso, el color sangre (de apariencia similar al vino tinto) está dado por el agua de Jamaica.

## Entretenimiento
En la década de 1990, el argentino Gustavo Olivieri (conocido más tarde como Gustavo Clericó) fundó el grupo musical "Clericó con cola", aprovechando el juego de palabras con doble sentido, teniendo en cuenta que en Argentina "cola" puede designar tanto a la famosa bebida como a las nalgas. Este juego de palabras se veía reforzado por la foto de su cara apareciendo entre las piernas de una mujer parada de espaldas, la cual mostraba su parte trasera en ropa interior mientras él, de cara a la cámara, miraba justo hacia arriba (es decir, hacia la "cola"). Olivieri imitaba un acento caribeño al cantar, generalmente vestía de saco y sombrero, y había contratado a dos bailarinas para que bailaran detrás de él, siendo una de ellas Marixa Balli. Con su versión del tema "Te ves buena" (del excantante panameño El General) llegó a vender 30 mil discos en una semana y 800 mil en todo el mundo. Su éxito fue efímero, pero para Marixa Balli significó el comienzo de su carrera como bailarina.